# Sebeșu de Sus, Sibiu
Sebeșu de Sus  (în dialectul săsesc Schäis, în germană Ober-Schewesch, Ober-Schewisch, în maghiară Oltfelsősebes, Felsősebes) este un sat în comuna Racovița din județul Sibiu, Transilvania, România.

## Arheologie
În anul 1838, la poalele unui deal situat mai jos de sat, au fost descoperite 469 drahme de Dyrrachium, dintre care 58 de bucăți au intrat în cabinetul numismatic al Muzeului De Istorie Națională din Viena (MINV) iar celelalte au fost împărțite liceelor săsești.

Sebeșu de Sus în Harta Iosefină a Scaunului filial al Tălmaciului, 1769-73

## Biserica "Sf. Apostoli Petru și Pavel"
Biserica "Sf. Apostoli Petru și Pavel" este o parohie veche, de tradiție ortodoxă puternică, care a avut participanți la opoziția inițiată de călugărul Visarion Sarai împotriva uniației.
Biserica a fost construită în anul 1760 de meșteri locali, în formă de cruce, în stil bizantin, și a fost zugrăvită în frescă de pictorul Oprea Stan din localitate.

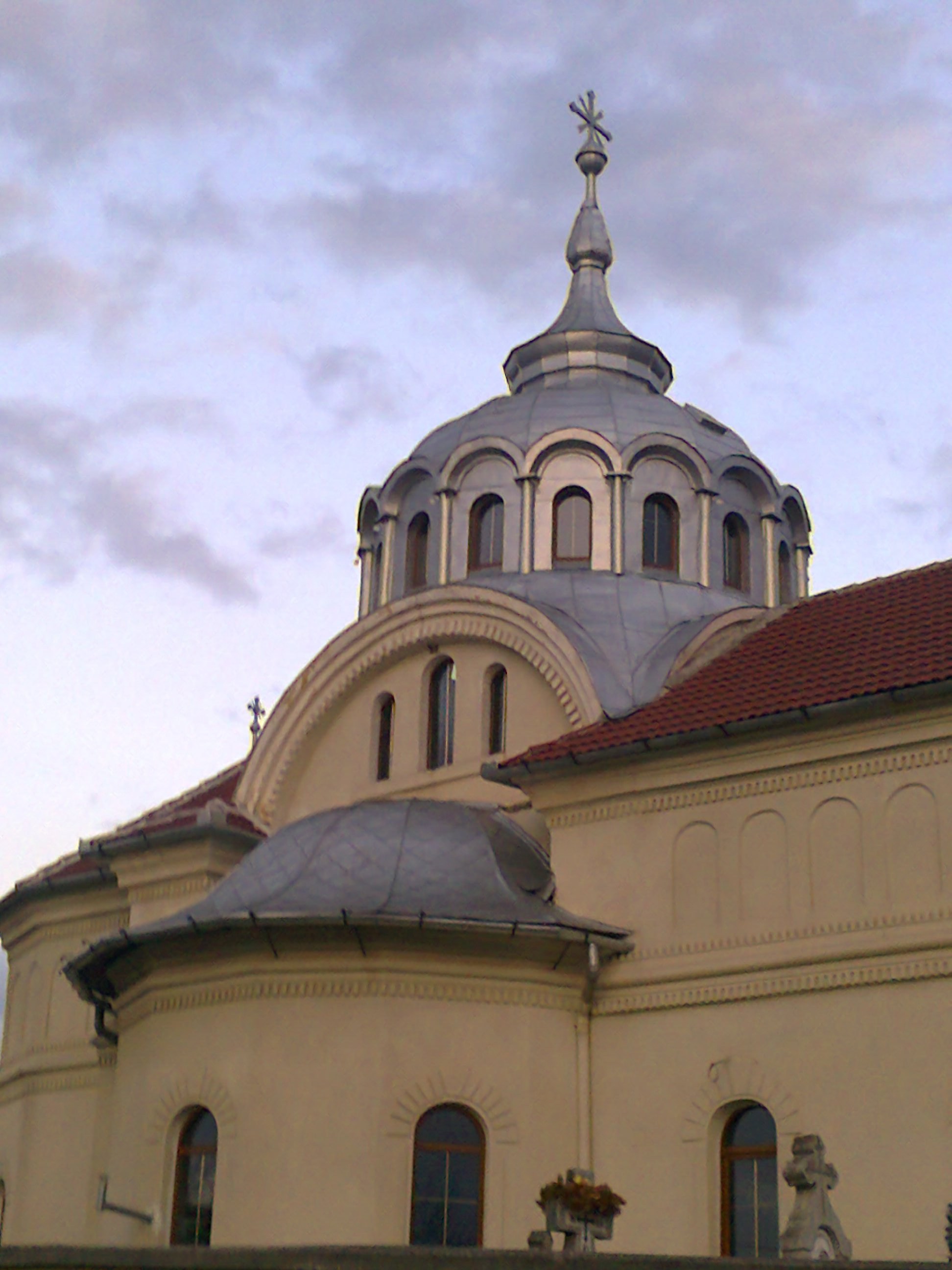
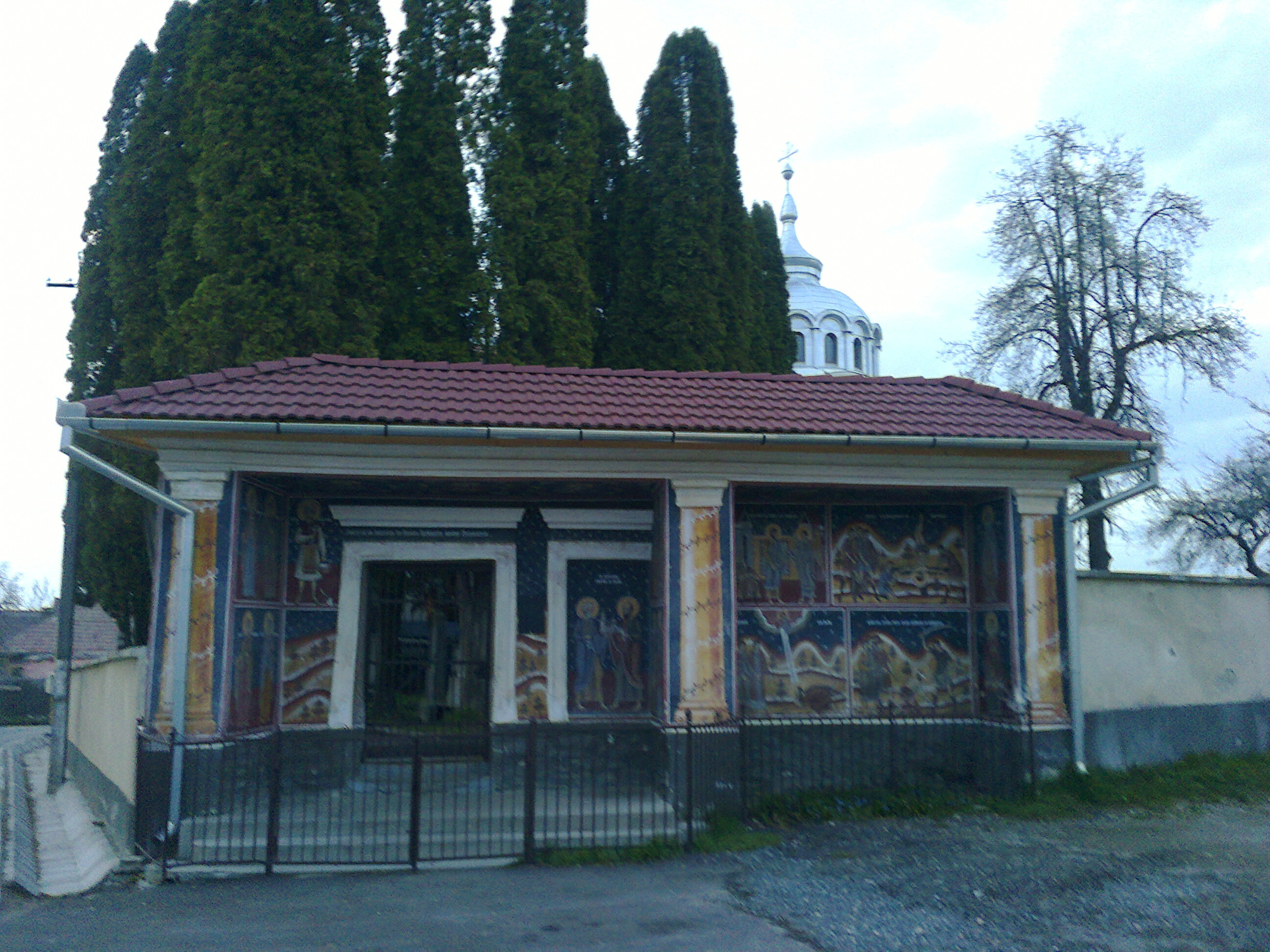
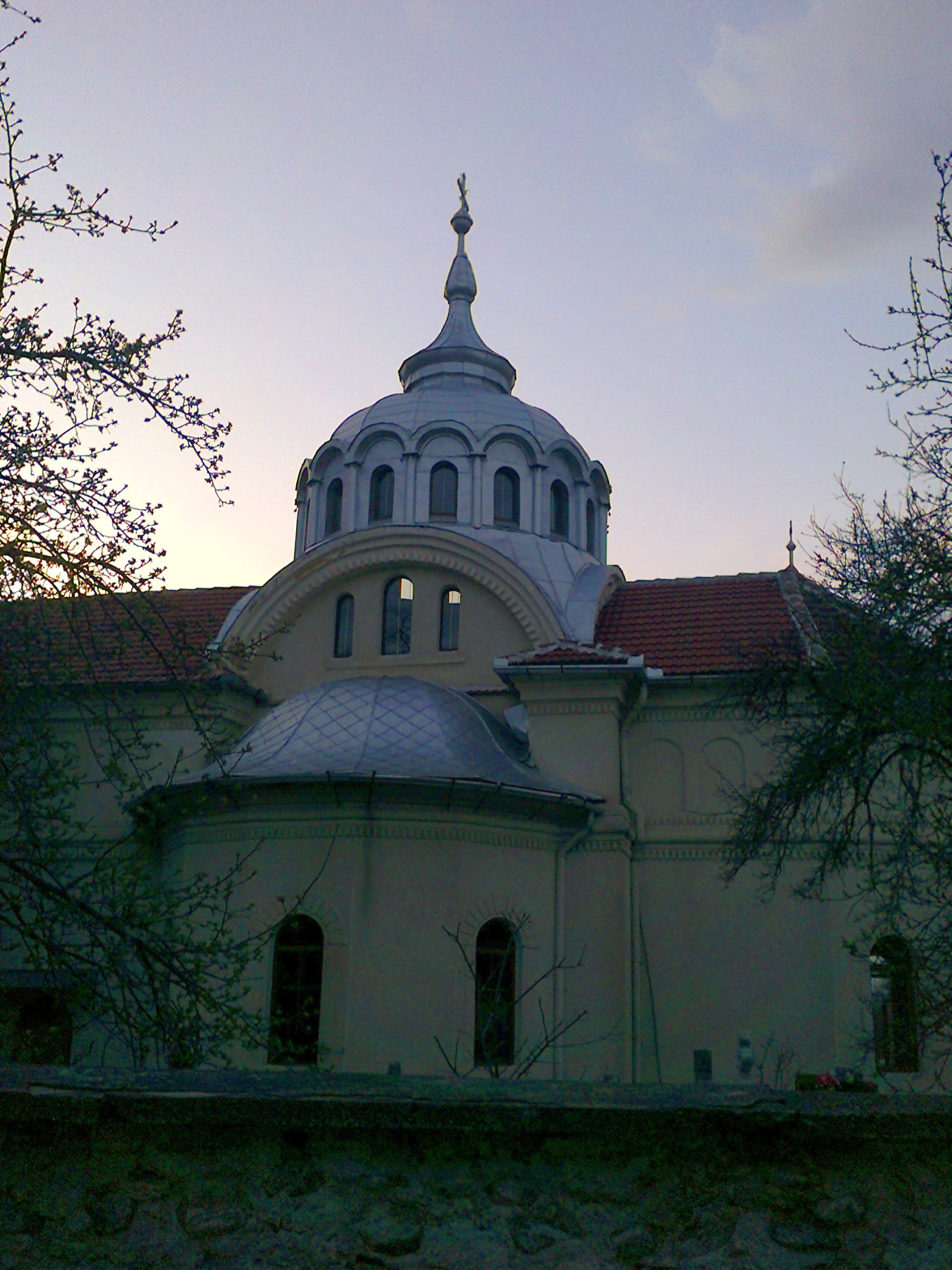
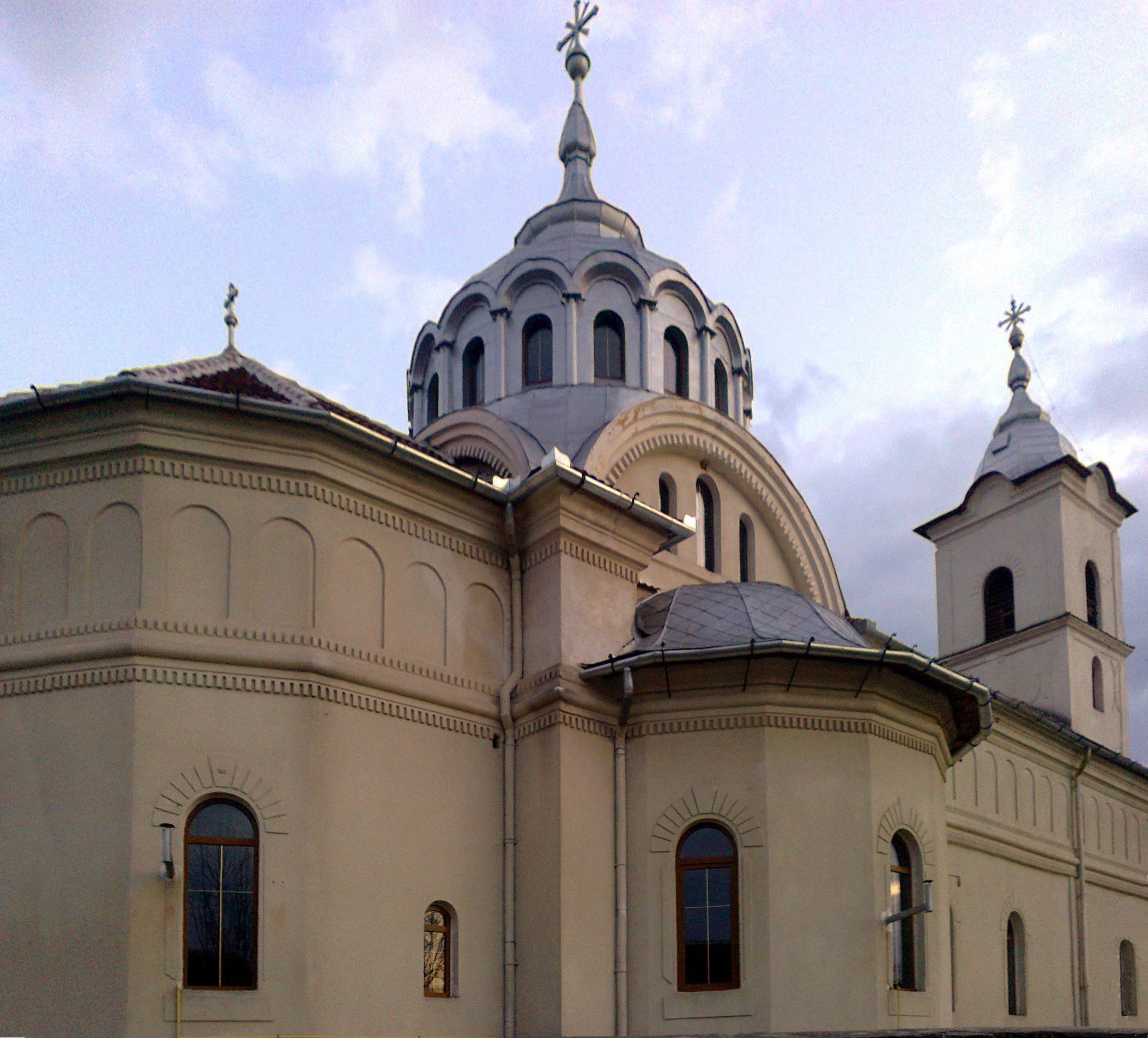
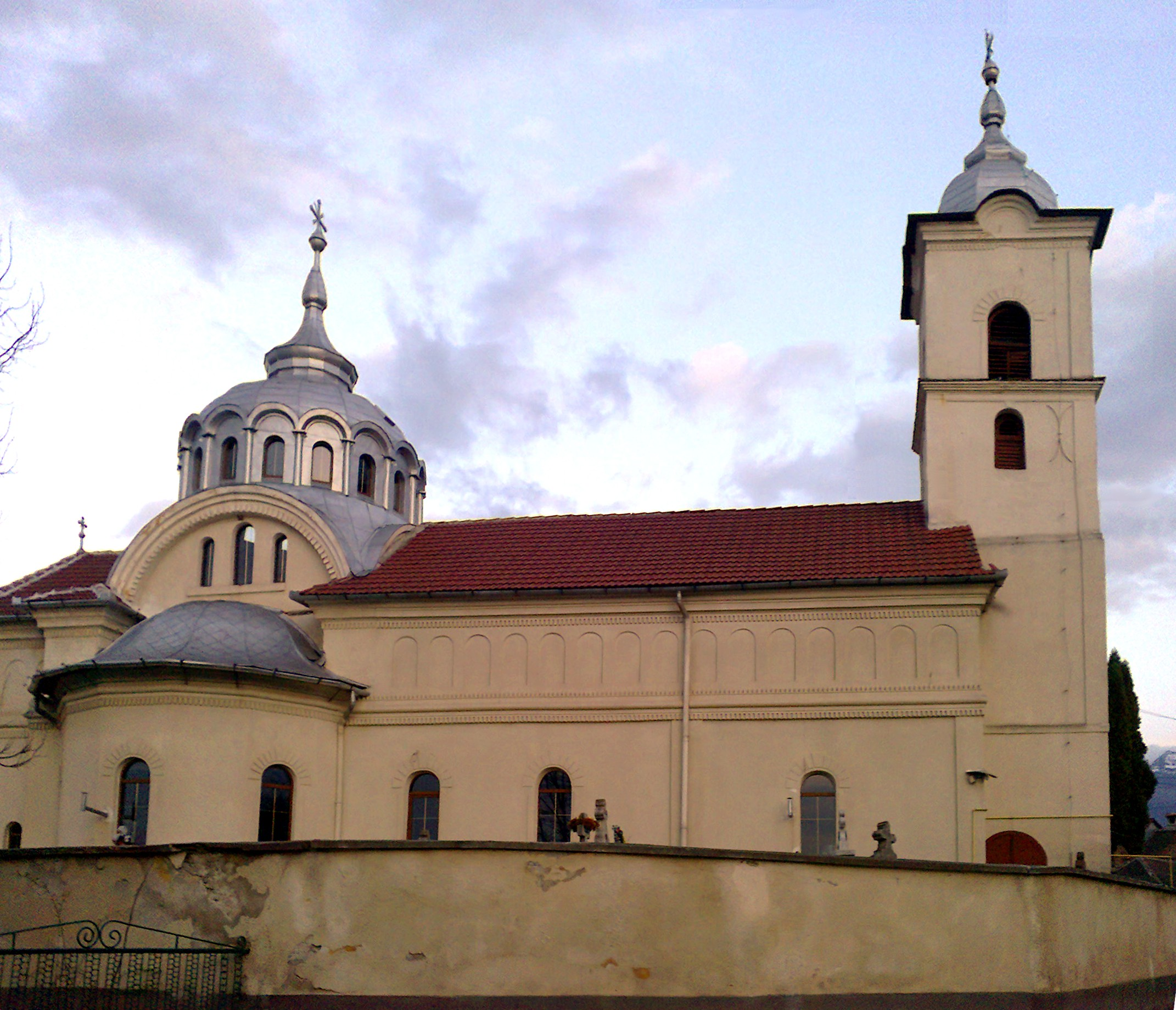
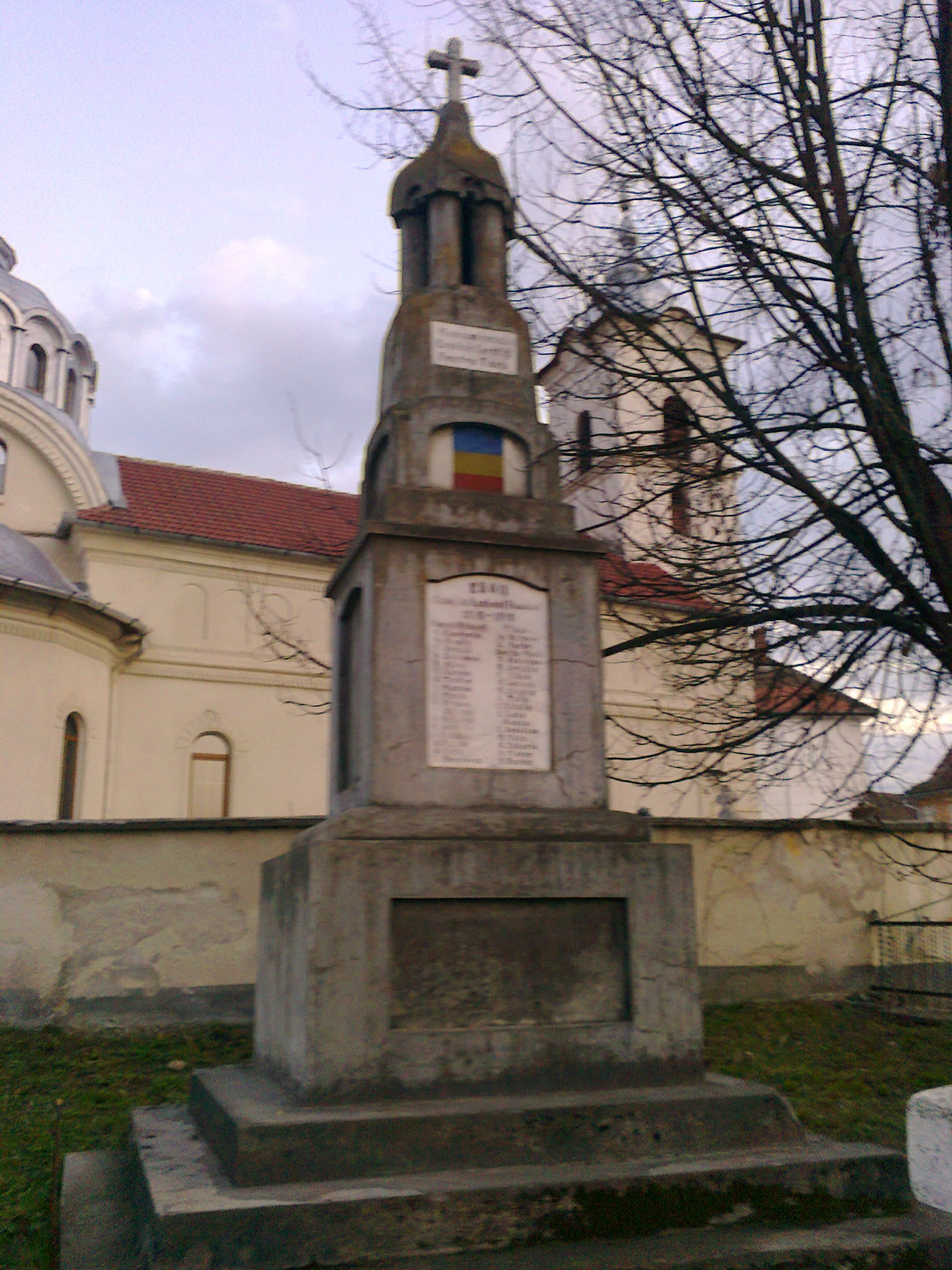
Monumentul eroilor

## Demografie
| Sebeșu de Sus, Sibiu - evoluția demografică \| \| Graficele sunt indisponibile din cauza unor probleme tehnice. Mai multe informații se găsesc la Phabricator și la wiki-ul MediaWiki. \| Date: Recensăminte sau birourile de statistică - grafică realizată de Wikipedia | |
| | Graficele sunt indisponibile din cauza unor probleme tehnice. Mai multe informații se găsesc la Phabricator și la wiki-ul MediaWiki. |

## Galerie imagini

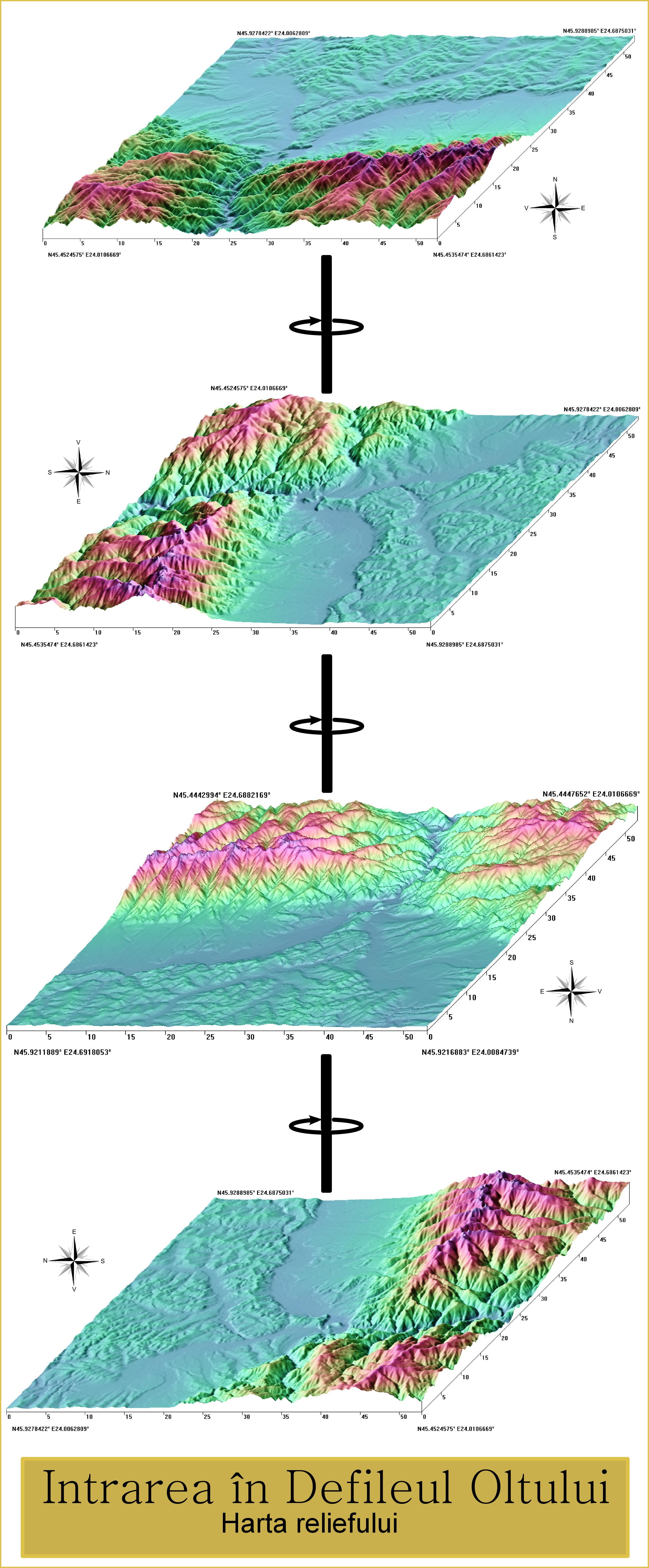
Harta topografică la intrarea Oltului în defileu
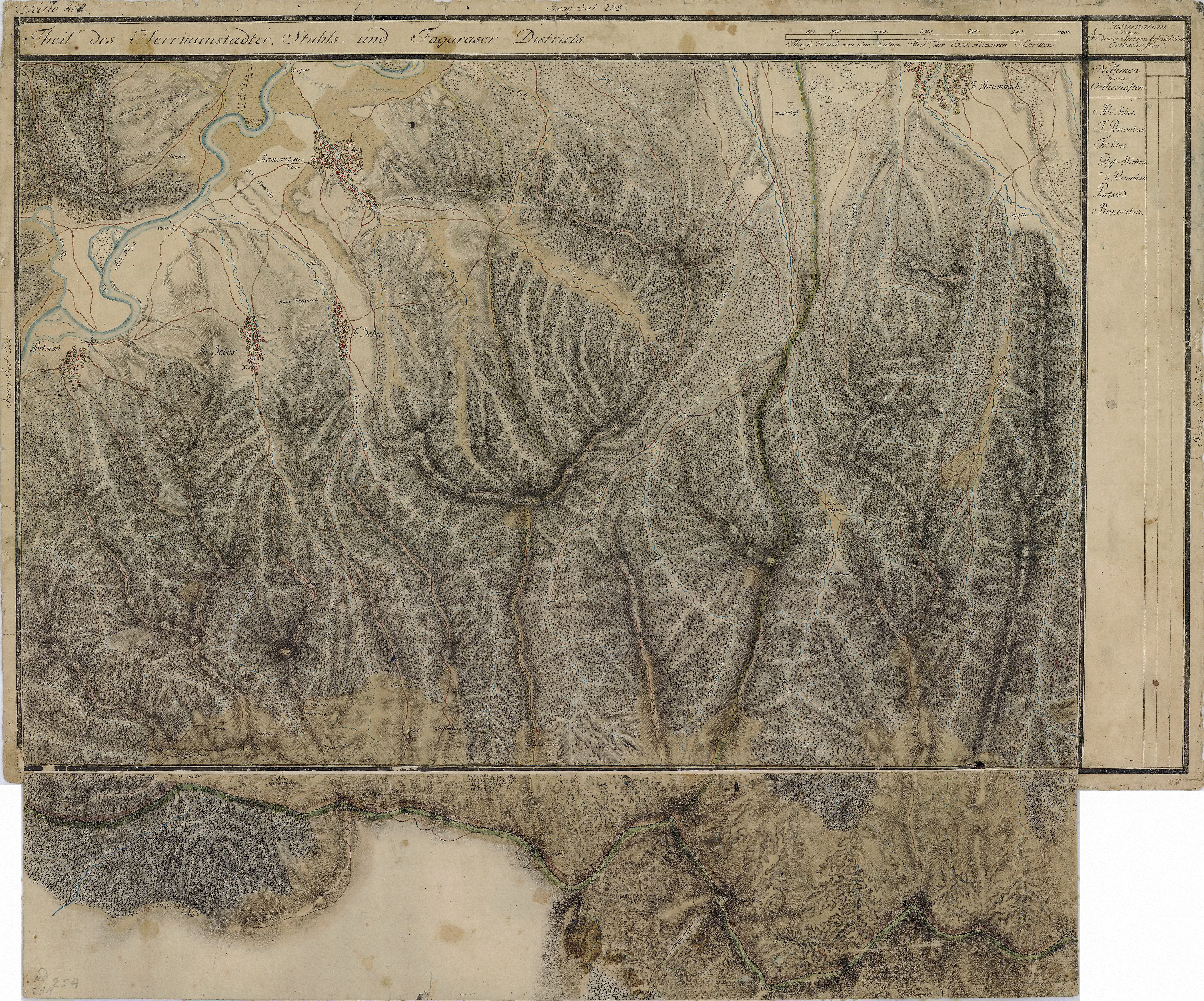
Sebeşu de Sus în Harta Iosefină a Transilvaniei, 1769-1773
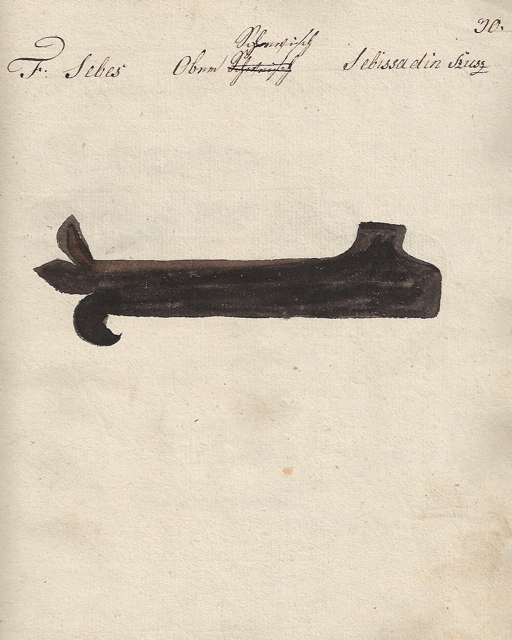
1826 - Danga pentru vitele din Sebeşu de Sus
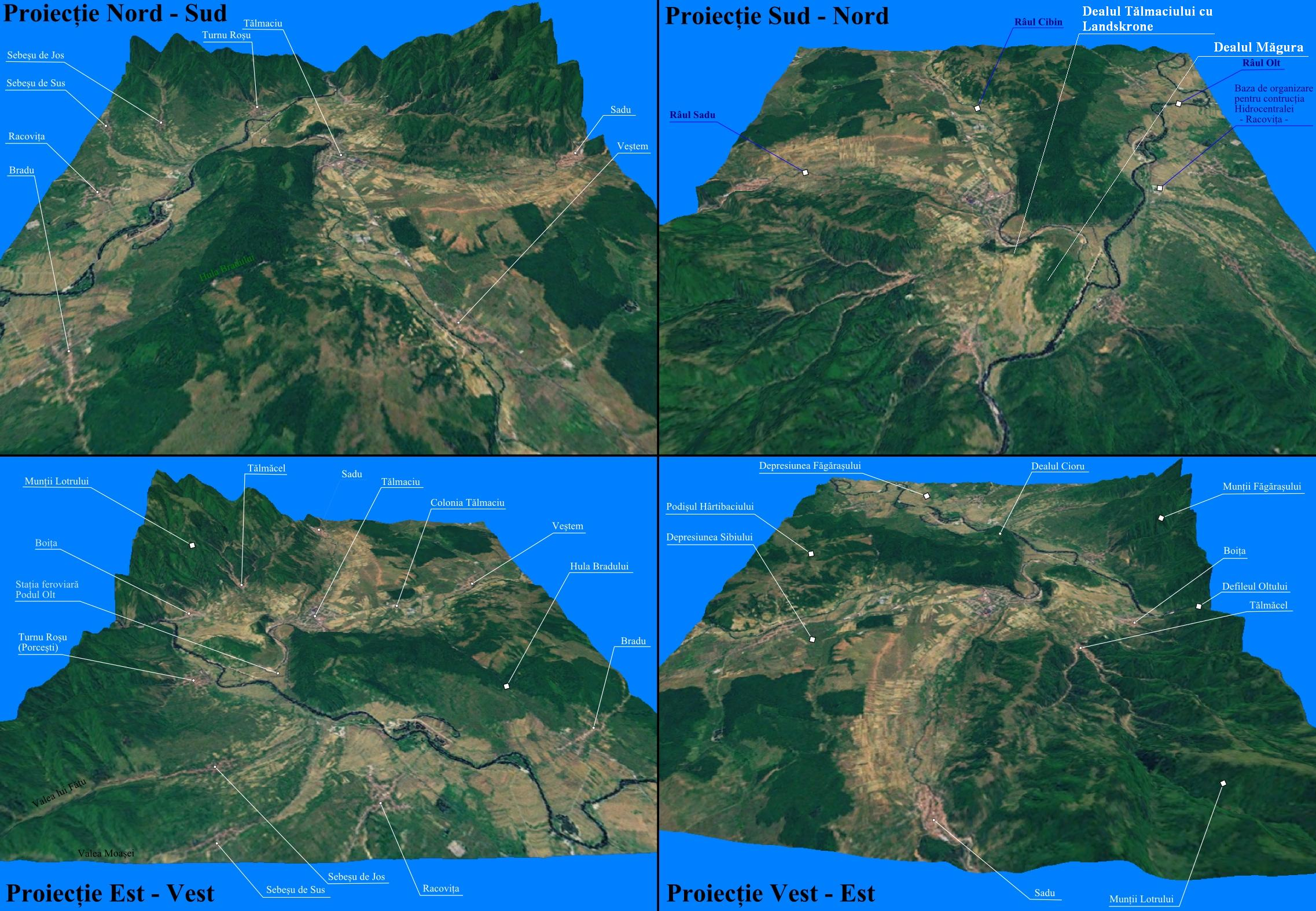
Prelucrare 3D